# 吉田幸
吉田 幸（よしだ こう、1970年11月18日 - ）は、中国放送(RCC)のアナウンサー。総務局広報部長。身長157cm。広島県呉市安浦町出身。

## 略歴
瀬戸内の安浦町の魚屋の娘として生まれる。
広島県立広高等学校→広島県立広島女子大学（現：県立広島大学）家政学部生活科学科を卒業。
1993年に中国放送に入社。生活情報番組やバラエティ番組を中心にテレビやラジオに出演。
2004年6月に第一子(男児)を出産。
2008年3月23日放送のラジオ番組『吉田幸のサンデー!Sunday!』内で自身の妊娠五ヶ月を発表。同番組を次週で降板し、第二子の出産に備え、2008年6月から産休（産前産後休暇）に入ると明かした。
2009年7月31日放送のラジオ番組『本名正憲のきょうもゴゴイチ』内で復帰挨拶を行い、ニュースを中心に担当していくと明かした。
2018年5月25日放送のテレビ番組『ランキンLand!』で人事異動により広報部長に就任、レギュラーでのアナウンス業務から離れることを発表した。
2025年7月1日付で、広報部長に就任する田口麻衣と入れ替わりでアナウンサーに復帰し、長谷川努の後任としてアナウンス部部長に就任したが、RCC公式ウェブサイトのアナウンサー一覧には掲載されてない。

## 現在の担当番組

### テレビ
- イマナマ! 火曜コーナー「たまにはそとランチ」（2025年8月5日 - ）シャオヘイと出演

### ラジオ
- RCCニュース（中国新聞ニュース）（2025年7月 - ）
- 吉田幸noみみコミ（2025年7月 - ）
- 吉田幸noこみみコミ（2025年7月 - ）

## 過去の担当番組

### テレビ
- なんでもワイド（1994年4月 - 1996年3月）
- 川島宏治の広島大百科
- ときめきストリート（2000年7月 - ）
- 女子アナ天国マル生じゃ（2001年10月 - 2002年3月）
- 中村克洋のごじテレ。（2002年 - 2004年）
- ぶらぴ（2006年4月 - 2008年3月）
- RCC女子アナ商店（2006年10月 - 2008年3月）…「イブふぉーMonday!」の途中や深夜・早朝に放送されている通販番組。
- TIM神様の宿題（2007年4月 - 2008年3月）
- RCCニュース6（2011年10月 - 2016年3月）
- 呉市広報番組『くれきん団と呉のお宝』（2016年4月1日 - 2017年3月31日、毎週金曜18：56-19：00） コー隊員 役
- ランキンLand!（2016年4月8日 - 2018年5月25日 毎週金曜 10：05～11：00）
- 呉市広報番組『こちら!くれきん新聞!』 （2017年4月7日 - 2018年6月29日、毎週金曜18：56～19：00） 新聞記者 役
- 街頭TV 出没!ひな壇団 （2015年10月24日 - 2018年5月 毎週土曜ひる0時～） ナレーション
- 渕上沙紀のテレビ健康相談室「思春期の息子を持つ母編」（2018年10月6日）

### ラジオ
- ジューケンキャンパススタジオ （1996年10月 - 1997年3月）
- なんでもジョッキー（1999年4月 - 2000年3月）池田秀昭と共に出演
- 吉田幸のモーモーモー（一度だけ横山雄二が吉田の代役を務めたことがある）
- バナナにキッス　吉田幸のこうでないと
- 吉田幸のサンデー!Sunday! （2007年4月 - 2008年3月30日）
- コータリン・アルファー （2002年10月～、2008年3月30日放送）
- 本名正憲のきょうもゴゴイチ （水曜日担当、2005年9月 - 2010年？月、2008年3月26日放送分で定期放送担当からは降板したが、通常アシスタントが休みの場合の代走で変則的に担当をすることもあった。）
- 歌のない歌謡曲 （1994年4月? - 2004年5月 及び 2006年2月 - 2018年5月）
※「歌のない歌謡曲」を降板したのは上記にもある通り出産のために休職したからであるが、復帰したのは彼女に代わって担当していた田口麻衣アナウンサーが出産・育児休暇に入ったためである。こういうDJ交替の事例は珍しい。
- RCCニュース（2009年8月 - ）
  - おだしずえが担当の月～木曜日も、時折番組中の『中国新聞ニュース』を担当することがあり、ニュース終了後のCMまでの時間調整でおだやコメンテーター（ヒルニスト）とのトークに加わることがある。
- 吉田幸の「の～んびりママライフ」（2009年10月 - 2012年）
- おひるーな（2016年4月 - 2018年5月25日 金曜担当）